# Paulo Cézar Martins
Paulo Cézar Martins (Quirinópolis, Goiás, 27 de setembro de 1962) é um político brasileiro, atualmente Deputado Estadual por Goiás. Em março de 2022, deixou o MDB, filiando-se ao Partido Liberal (PL).

## Vida política
Em reportagem veiculada pelo Jornal Nacional em setembro de 2015, um dos assessores do deputado, seu motorista cujo salário era de quase R$ 10 mil, aparece batendo o ponto e indo embora logo em seguida do prédio da Assembleia Legislativa de Goiás.